# Santuario nazionale degli uccelli di Djoudj
Il santuario nazionale degli uccelli di Djoudj (francese: Parc national des oiseaux du Djoudj) si trova sulla riva sud-orientale del fiume Senegal, nell'omonimo stato, a nord-est di Saint-Louis. Comprende habitat di vario tipo, acquatici e terrestri, che ospitano numerose specie di uccelli migratori, molti dei quali hanno attraversato il deserto del Sahara per raggiungerlo. Delle circa 400 specie di uccelli i più numerosi sono i pellicani ed i fenicotteri. Meno importanti le colonie di pagliaroli provenienti dall'Europa; per questo tipo di uccelli il parco è l'unico luogo invernale conosciuto.. Esistono numerosi altri abitanti del parco, il quale è stato inserito tra i patrimoni dell'umanità dell'UNESCO.
Il sito è stato dichiarato "in pericolo" nel 2000 a causa dell'introduzione della felce acquatica invasiva Salvinia molesta, che rischia di soffocare la vegetazione nativa. Nonostante tutto venne rimosso dalla lista dei siti in pericolo nel 2006.